# Élections générales québécoises de 1989
Les élections générales québécoises de 1989 ont lieu le 25 septembre 1989 afin d'élire les députés de la 34e législature à l'Assemblée nationale du Québec. Il s'agit de la 34e élection générale dans la province depuis la confédération canadienne de 1867. Le Parti libéral du Québec, dirigé par le premier ministre Robert Bourassa et au pouvoir depuis 1985, est reporté au pouvoir, formant un deuxième gouvernement majoritaire. Le Parti québécois de Jacques Parizeau forme l'opposition officielle.

## Contexte de l'élection
Le 23 juin 1987, l'Assemblée nationale adopte le texte de l'Accord du lac Meech et se prononce pour l'adhésion du Québec à la constitution canadienne. L'accord n'est cependant pas ratifié par l'ensemble des législatures provinciales tel que requis et reste lettre morte.
Le chef de l'opposition et président du Parti québécois, Pierre Marc Johnson, démissionne le 10 novembre 1987 et est remplacé par Guy Chevrette à titre de chef de l'opposition. Le 18 mars 1988, Jacques Parizeau devient président du Parti québécois. Il ne cherche cependant pas à se faire élire à l'Assemblée nationale avant les élections de 1989.
Cette élection marque l'arrivée du Parti Égalité sur la scène politique québécoise. Le parti avait été formé afin de militer pour les droits de la minorité anglophone au Québec. Grâce à une forte concentration d'anglophones dans quelques circonscriptions de l'île de Montréal, ainsi qu'un fort mécontentement de la population anglophone face au Parti libéral, leur parti traditionnel, le Parti Égalité fait élire quatre députés lors de cette élection. Toutefois, il n'obtiendra plus de succès lors des élections subséquentes.

## Déroulement de la campagne

### Dates importantes
- 9 août 1989 : émission du bref d'élection.
- 25 septembre 1989 : scrutin
- 28 novembre 1989 : ouverture de la session.

### Soutiens de la presse
|             | En 1985 | En 1985       | En 1989 | En 1989         |
| ----------- | ------- | ------------- | ------- | --------------- |
| Le Devoir   |         | Parti libéral |         | Parti libéral   |
| Le Soleil   |         | Parti libéral |         | Parti libéral   |
| La Presse   |         | Parti libéral |         | Parti libéral   |
| The Gazette |         | Parti libéral |         | Soutien partagé |

Le 22 septembre 1989 Le Soleil prend position pour le Parti libéral dans un éditorial de Claude Gravel, éditeur adjoint et rédacteur en chef du journal. L'éditorial souligne le flegme de Robert Bourassa dans une campagne difficile mais pointe la difficulté de décerner sa position sur certains enjeux, tel un éventuel échec de l'Accord du Lac Meech. Claude Gravel relève également son admiration pour la prestation offerte par Jacques Parizeau au cours de la campagne, souhaitant son élection dans la circonscription de L'Assomption et une forte représentation du Parti québécois à l'Assemblée nationale. Le bilan très positif du Parti libéral doit cependant conduire à sa réélection logique selon l'éditorial, grâce à sa compétence et la « qualité indéniable de la majorité de ses ministres ».
Comme en 1981 et 1985, La Presse soutient le Parti libéral dans un éditorial du 23 septembre 1989 de son directeur et éditeur Roger D. Landry. Dans cet éditorial, il souligne la force de l'équipe libérale et les réussites du gouvernement sur le plan économique et de la stabilité politique, en particulier dans ses trois premières années de mandat. Il estime ainsi que le gouvernement mérite un nouveau mandat malgré les controverses suscitées par le débat linguistique et les retombées de l'incendie d'un entrepôt de BPC à Saint-Basile-le-Grand.
Un peu moins d'un an après le vote de la Loi 178 qui cause un fort mécontentement dans la communauté anglo-québécoise le journal The Gazette publie un éditorial qui ne soutient pas un unique parti politique pour l'élection à venir. L'éditorial spécifie que le gouvernement de Robert Bourassa a un bilan contrasté. Si la garantie de certains services en anglais est soulignée (le journal salue par exemple le travail de la ministre Louise Robic), la politique linguistique du gouvernement et la Loi 178 sont sévèrement critiqués. Le journal recommande à ses lecteurs d'appuyer le Parti libéral dans toutes les circonscriptions où le Parti québécois a des chances de gagner. Dans les autres, le journal appuie certaines candidats libéral jugés compétents (Sam Elkas, Joan Dougherty ou Harold Thuringer) et Robert Libman pour le Parti égalité dans D'Arcy-McGee. Pour la circonscription de Westmount le journal appuie le candidat du Parti vert plutôt que celui du Parti libéral (jugé compétent mais parachuté) et du Parti égalité (jugé peu sérieux).

## Sondages
Le Parti libéral du Québec entre dans la campagne avec une avance significative sur ses adversaires. Le PLQ perd cependant une partie du vote anglophone qui se reporte sur le Parti égalité au cours de la campagne électorale. Le Parti québécois entre dans la bataille relativement affaibli mais consolide sa position au cours de la campagne. L'appui au NPD Québec s'effondre quant à lui au cours de l'été 1989.

## Résultats
| Libéral   | Parti québécois | Égalité  |
| 92 sièges | 29 sièges       | 4 sièges |
| ^         |                 |          |
| majorité  |                 |          |

### Résultats par parti politique
| Partis | Partis                       | Chef               | Candidats | Sièges | Sièges | Voix      | Voix   | Voix    |
| Partis | Partis                       | Chef               | Candidats | 1985   | Élus   | Nb        | %      | +/-     |
| --- | ---------------------------- | ------------------ | --------- | ------ | ------ | --------- | ------ | ------- |
| | Libéral                      | Robert Bourassa    | 125       | 99     | 92     | 1 702 808 | 50 %   | -6,04 % |
| | Parti québécois              | Jacques Parizeau   | 125       | 23     | 29     | 1 369 067 | 40,2 % | +1,47 % |
| | Égalité                      | Robert Libman      | 19        | -      | 4      | 125 726   | 3,7 %  | -       |
| | Vert                         | Jean Ouimet        | 46        | -      | -      | 67 675    | 2 %    | +1,85 % |
| | NPD Québec                   | Roland Morin       | 55        | -      | -      | 41 504    | 1,2 %  | -1,20 % |
| | Parti Unité                  | James Atkinson     | 16        | -      | -      | 33 862    | 1 %    | -       |
| | Parti citron                 | Denis R. Patenaude | 11        | -      | -      | 7 550     | 0,2 %  | -       |
| | Travailleurs                 |                    | 19        | -      | -      | 5 497     | 0,2 %  | -       |
| | Progressiste conservateur    | André Asselin      | 12        | -      | -      | 4 750     | 0,1 %  | -0,89 % |
| | Parti indépendantiste (1985) | Gilles Rhéaume     | 12        | -      | -      | 4 607     | 0,1 %  | -0,31 % |
| | Marxiste-léniniste           |                    | 30        | -      | -      | 4 245     | 0,1 %  | -       |
| | Parti 51                     |                    | 11        | -      | -      | 3 846     | 0,1 %  | -       |
| | Crédit social uni            | Jean-Paul Poulin   | 11        | -      | -      | 2 973     | 0,1 %  | +0,04 % |
| | Mouvement socialiste         |                    | 10        | -      | -      | 2 203     | 0,1 %  | +0,01 % |
| | République du Canada         |                    | 11        | -      | -      | 1 799     | 0,1 %  | -0,02 % |
| | Communiste                   | Samuel Walsh       | 10        | -      | -      | 808       | 0 %    | +0,00 % |
| | Libertarien                  |                    | 1         | -      | -      | 192       | 0 %    | -       |
| | Indépendant                  | Indépendant        | 33        | -      | -      | 29 797    | 0,9 %  | +0,44 % |
| Total | Total                        | Total              | 557       | 122    | 125    | 3 408 909 | 100 %  |         |
| Le taux de participation lors de l'élection était de 75 % et 92 159 bulletins ont été rejetés. Il y avait 4 670 690 personnes inscrites sur la liste électorale pour l'élection. |                              |                    |           |        |        |           |        |         |

### Résultats par circonscription
- Abitibi-Est : Raymond Savoie (Parti libéral)
- Abitibi-Ouest : François Gendron (Parti québécois)
- Acadie : Yvan Bordeleau (Parti libéral)
- Anjou : René Serge Larouche (Parti libéral)
- Argenteuil : Claude Ryan (Parti libéral)
- Arthabaska : Jacques Baril (Parti québécois)
- Beauce-Nord : Jean Audet (Parti libéral)
- Beauce-Sud : Robert Dutil (Parti libéral)
- Beauharnois-Huntingdon : André Chenail (Parti libéral)
- Bellechasse : Louise Bégin (Parti libéral)
- Berthier : Albert Houde (Parti libéral)
- Bertrand : François Beaulne (Parti québécois)
- Bonaventure : Gérard D. Levesque (Parti libéral)
- Bourassa : Louise Robic (Parti libéral)
- Bourget : Huguette Boucher-Bacon (Parti libéral)
- Brôme-Missisquoi : Pierre Paradis (Parti libéral)
- Chambly : Lucienne Robillard (Parti libéral)
- Champlain : Pierre A. Brouillette (Parti libéral)
- Chapleau : John Kehoe (Parti libéral)
- Charlesbourg : Marc-Yvan Côté (Parti libéral)
- Charlevoix : Daniel Bradet (Parti libéral)
- Châteauguay : Pierrette Cardinal (Parti libéral)
- Chauveau : Rémy Poulin (Parti libéral)
- Chicoutimi : Jeanne Blackburn (Parti québécois)
- Chomedey : Lise Bacon (Parti libéral)
- Chutes-de-la-Chaudière : Denise Carrier-Perreault (Parti québécois)
- Crémazie : André Vallerand (Parti libéral)
- D'Arcy-McGee : Robert Libman (Parti égalité)
- Deux-Montagnes : Jean-Guy Bergeron (Parti libéral)
- Dorion : Violette Trépanier (Parti libéral)
- Drummond : Jean-Guy Saint-Roch (Parti libéral)
- Dubuc : Gérard Morin (Parti québécois)
- Duplessis : Denis Perron (Parti québécois)
- Fabre : Jean Joly (Parti libéral)
- Frontenac : Roger Lefebvre (Parti libéral)
- Gaspé : André Beaudin (Parti libéral)
- Gatineau : Réjean Lafrenière (Parti libéral)
- Gouin : André Boisclair (Parti québécois)
- Groulx : Madeleine Bleau (Parti libéral)
- Hochelaga-Maisonneuve : Louise Harel (Parti québécois)
- Hull : Robert Lesage (Parti libéral)
- Iberville : Yvon Lafrance (Parti libéral)
- Îles-de-la-Madeleine : Georges Farrah (Parti libéral)
- Jacques-Cartier : Neil Cameron (Parti égalité)
- Jean-Talon : Gil Rémillard (Parti libéral)
- Jeanne-Mance : Michel Bissonnet (Parti libéral)
- Johnson : Carmen Juneau (Parti québécois)
- Joliette : Guy Chevrette (Parti québécois)
- Jonquière : Francis Dufour (Parti québécois)
- Kamouraska-Témiscouata : France Dionne (Parti libéral)
- Labelle : Jacques Léonard (Parti québécois)
- Lac-Saint-Jean : Jacques Brassard (Parti québécois)
- LaFontaine : Jean-Claude Gobé (Parti libéral)
- La Peltrie : Lawrence Cannon (Parti libéral)
- La Pinière : Jean-Pierre Saintonge (Parti libéral)
- La porte : André Bourbeau (Parti libéral)
- La Prairie : Denis Lazure (Parti québécois)
- L'Assomption : Jacques Parizeau (Parti québécois)
- Laurier : Christos Sirros (Parti libéral)
- Laval-des-Rapides : Guy Bélanger (Parti libéral)
- Laviolette : Jean-Pierre Jolivet (Parti québécois)
- Lévis : Jean Garon (Parti québécois)
- Limoilou : Michel Després (Parti libéral)
- Lotbinière : Lewis Camden (Parti libéral)
- Louis-Hébert : Réjean Doyon (Parti libéral)
- Marguerite-Bourgeoys : Liza Frulla (Parti libéral)
- Marie-Victorin : Cécile Vermette (Parti québécois)
- Marquette : Claude Dauphin (Parti libéral)
- Maskinongé : Yvon Picotte (Parti libéral)
- Masson : Yves Blais (Parti québécois)
- Matane : Claire-Hélène Hovington (Parti libéral)
- Matapédia : Henri Paradis (Parti libéral)
- Mégantic-Compton : Madeleine Bélanger (Parti libéral)
- Mercier : Gérald Godin (Parti québécois)
- Mille-Îles : Jean-Pierre Bélisle (Parti libéral)
- Montmagny-L'Islet : Réal Gauvin (Parti libéral)
- Montmorency : Yves Séguin (Parti libéral)
- Mont-Royal : John Ciaccia (Parti libéral)
- Nelligan : Russell Williams (Parti libéral)
- Nicolet-Yamaska : Maurice Richard (Parti libéral)
- Notre-Dame-de-Grâce : Gordon Atkinson (Parti égalité)
- Orford : Robert Benoit (Parti libéral)
- Outremont : Gérald Tremblay (Parti libéral)
- Papineau : Norman MacMillan (Parti libéral)
- Pointe-aux-Trembles : Michel Bourdon (Parti québécois)
- Pontiac : Robert Middlemiss (Parti libéral)
- Portneuf : Michel Pagé (Parti libéral)
- Prévost : Paul-André Forget (Parti libéral)
- Richelieu : Albert Khelfa (Parti libéral)
- Richmond : Yvon Vallières (Parti libéral)
- Rimouski : Michel Tremblay (Parti libéral)
- Rivière-du-Loup : Albert Côté (Parti libéral)
- Robert-Baldwyn : Sam Elkas (Parti libéral)
- Roberval : Gaston Blackburn (Parti libéral)
- Rosemont : Guy Rivard (Parti libéral)
- Rousseau : Robert Thérien (Parti libéral)
- Rouyn-Noranda-Témiscamingue : Rémy Trudel (Parti québécois)
- Saguenay : Ghislain Maltais (Parti libéral)
- Sainte-Anne : Normand Cherry (Parti libéral)
- Sainte-Marie-Saint-Jacques : André Boulerice (Parti québécois)
- Saint-François : Monique Gagnon-Tremblay (Parti libéral)
- Saint-Henri : Nicole Loiselle (Parti libéral)
- Saint-Hyacinthe : Charles Messier (Parti libéral)
- Saint-Jean : Michel Charbonneau (Parti libéral)
- Saint-Laurent : Robert Bourassa (Parti libéral)
- Saint-Maurice : Yvon Lemire (Parti libéral)
- Salaberry-Soulanges : Serge Marcil (Parti libéral)
- Sauvé : Marcel Parent (Parti libéral)
- Shefford : Roger Paré (Parti québécois)
- Sherbrooke : André J. Hamel (Parti libéral)
- Taillon : Pauline Marois (Parti québécois)
- Taschereau : Jean Leclerc (Parti libéral)
- Terrebonne : Jocelyne Caron (Parti québécois)
- Trois-Rivières : Paul Philibert (Parti libéral)
- Ungava : Christian Claveau (Parti québécois)
- Vachon : Christiane Pelchat (Parti libéral)
- Vanier : Jean-Guy Lemieux (Parti libéral)
- Vaudreuil : Daniel Johnson (Parti libéral)
- Verchères : Luce Dupuis (Parti québécois)
- Verdun : Henri-François Gautrin (Parti libéral)
- Viau : William Cusano (Parti libéral)
- Viger : Cosmo Maciocia (Parti libéral)
- Vimont : Benoît Fradet (Parti libéral)
- Westmount : Richard Holden (Parti égalité)